# Pădureni (Vaslui)
Pour les articles homonymes, voir Pădureni.
Pădureni est une commune du județ de Vaslui en Roumanie.